# Кобзев, Олег Анатольевич
Олег Анатольевич Кобзев (род. 25 апреля 1970) — советский и российский хоккеист, защитник. Мастер спорта СССР.

## Биография
Воспитанник воскресенского «Химика».
Начинал играть в команде второй лиги «Трактор» Липецк (1985/86). 18 февраля 1987 года в гостевом матче чемпионата СССР против ЦСКА (1:10) дебютировал в составе «Химика». В сезонах 1988/89 — 1989/90 играл за команду первой лиги СКА МВО Калинин в рамках прохождения армейской службы. Вернувшись в «Химик», провёл за команду пять сезонов. Три сезона (1995/96 — 1997/98) отыграл за череповецкую «Северсталь», проведя переходный турнир сезона 1996/97 на правах аренды в альметьевском «Нефтянике». После сезона 1998/99, проведённого в «Химике», три сезона не выступал. Затем играл за «Липецк» (2002/03, 2004/05), «Владимир» (2004/05) «Химик» (2005/06), «Рязань» (2006/07 — 2007/08).
Бронзовый призёр юниорского чемпионата Европы 1988 года.